# Die Ludolfs – 4 Brüder auf’m Schrottplatz
Die Ludolfs – 4 Brüder auf’m Schrottplatz war eine Doku-Soap des deutschen Fernsehsenders DMAX. Sie handelte von vier Brüdern, die im rheinland-pfälzischen Dernbach eine Autoverwertung betrieben.
Seit 7. März 2025 werden bei DMAX, immer Freitags um 20:15 Uhr, Wiederholungen in Doppelfolge gesendet, beginnend mit der 1. Folge der Staffel 1.

## Geschichte der Produktion

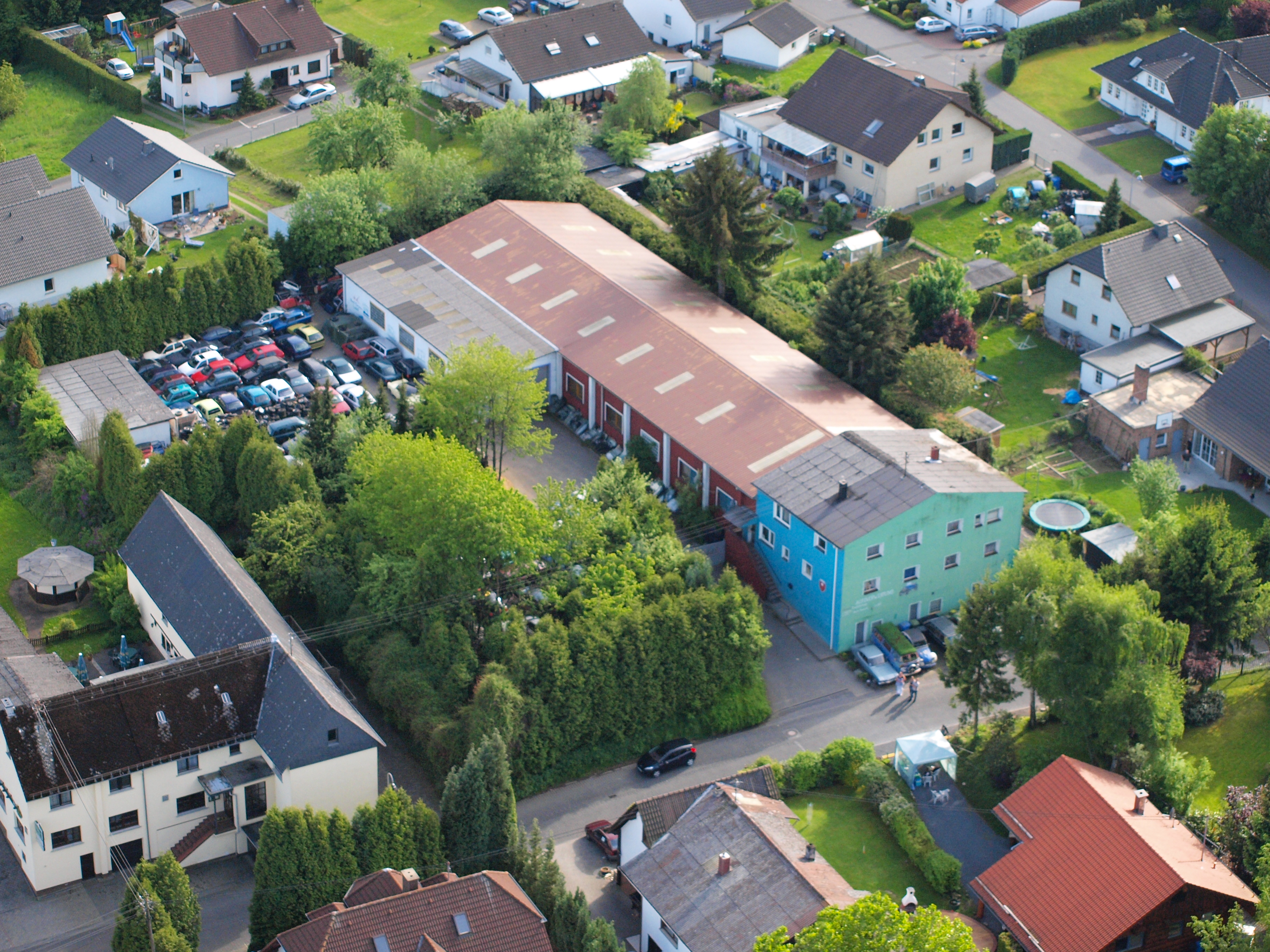
Die Ludolfsche Autoverwertung in Dernbach

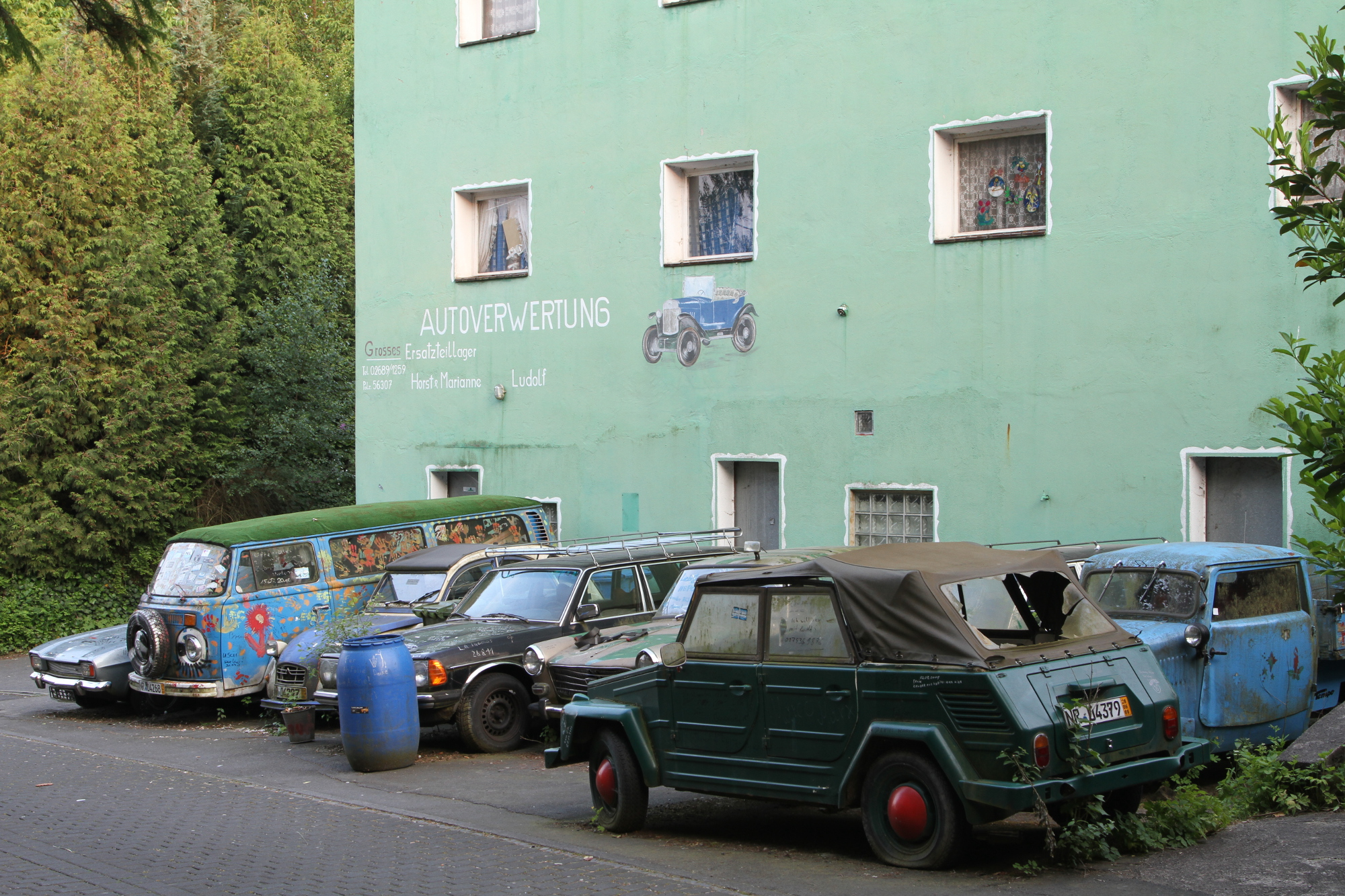
Die Autoverwertung von der Straße aus gesehen

Im Jahr 2002 produzierte der SWR eine Sendung über das 700-jährige Dorfjubiläum Dernbachs. Dabei machte der Bürgermeister das Filmteam auf die Ludolfs aufmerksam. Daraufhin wurde zunächst ein Kurzporträt der vier Ludolfs Uwe (* 27. September 1951), Horst-Günter (* 22. Februar 1954; † 31. Januar 2011), Peter (* 5. August 1955) und Manfred „Manni“ (* 29. Juli 1962) und der damals noch lebenden Mutter Marianne Ludolf, geb. Krügener (1932–2005), gedreht. Später produzierte der SWR daraus eine zweiteilige Dokumentation zu je 30 Minuten mit dem Titel Schrottbrüder - Die Autoverwerter vom Westerwald.
Verschiedene Privatsender, wie Kabel 1 und RTL II, verfassten in der Folgezeit für ihre Magazinsendungen und Reportagen weitere Beiträge über die Ludolfs. Ab 2006 produzierte der Spartensender DMAX eine Fernsehserie zum Thema. Diese wurde so erfolgreich, dass DMAX an Neujahr 2008 erstmals einen 24-stündigen „Ludolf-Marathon“ sendete. Dies wurde in den Jahren 2009 und 2010 wiederholt. Auf der Website von DMAX konnte darüber abgestimmt werden, welche Folgen im Neujahrsprogramm des Senders gezeigt werden sollten. Diese Art der Programmgestaltung bedeutete in den Jahren 2008 und 2009 für den Sender die höchsten Tagesmarktanteile seit Bestehen des Senders.
Am 12. März 2008 startete die aus 17 Folgen bestehende vierte Staffel der Serie. 2008 produzierte Erwin Hilbert die Brüder Ludolf und deren erste Musikvertonung, Wir sind die Brüder Ludolf! Die fünfte Staffel startete am 28. Januar 2009 mit neun Folgen. Die sechste Staffel startete am 1. April 2009 und umfasste fünf Folgen. Die erste Folge der sechsten Staffel war auf der Website von DMAX als Online-Premiere zu sehen. Mittlerweile ist die Serie auch im niederländischen Fernsehen (mit Untertiteln) und seit Anfang 2008 russisch synchronisiert auf Discovery Channel zu sehen. Die Ausstrahlung in weiteren europäischen Staaten ist geplant.
Im Februar 2011 wurde bekannt, dass die Produktion weiterer Folgen von Preview Production zu Good Times wechselt. Die in jeweils fünfminütige „Webisodes“ unterteilten neuen Folgen werden zunächst ausschließlich im Internet publiziert.
Eine Einzelfolge mit dem Titel Schöne Bescherung mit den Ludolfs mit den Gästen Charlotte Karlinder und „Checker“ Thomas Karaoglan strahlte ProSieben am Nachmittag des Heiligabends 2011 aus.
Am 26. Juli 2012 gab Sport1-Geschäftsführer Thilo Proff bekannt, dass die Ludolfs ab dem 5. September 2012 bei Sport1 mit neuem Sendeformat gesendet würden. Jeden Mittwoch von 21:15 bis 22:15 Uhr waren die drei Brüder in SEK Ludolf – Das Schrott-Einsatz-Kommando nicht nur während ihres Alltags auf dem Schrottplatz zu sehen, sondern bekamen in jeder Folge auch einen Spezialauftrag, den sie auf ihre Art lösen sollen. In der ersten Folge motzten sie beispielsweise einen alten Lincoln auf, um damit beim „Sport1 Trackday“ im 1/8-Meilen-Rennen anzutreten, das live übertragen wurde.
Im September 2014 trennten sich die Brüder aus privaten Gründen und lösten die Autoverwertung auf, wodurch sämtliche Produktionen eingestellt wurden. Einzig Uwe betreibt gemeinsam mit seinem Sohn Thomas noch einen Kfz-Teilehandel in Linden.

## Handlung

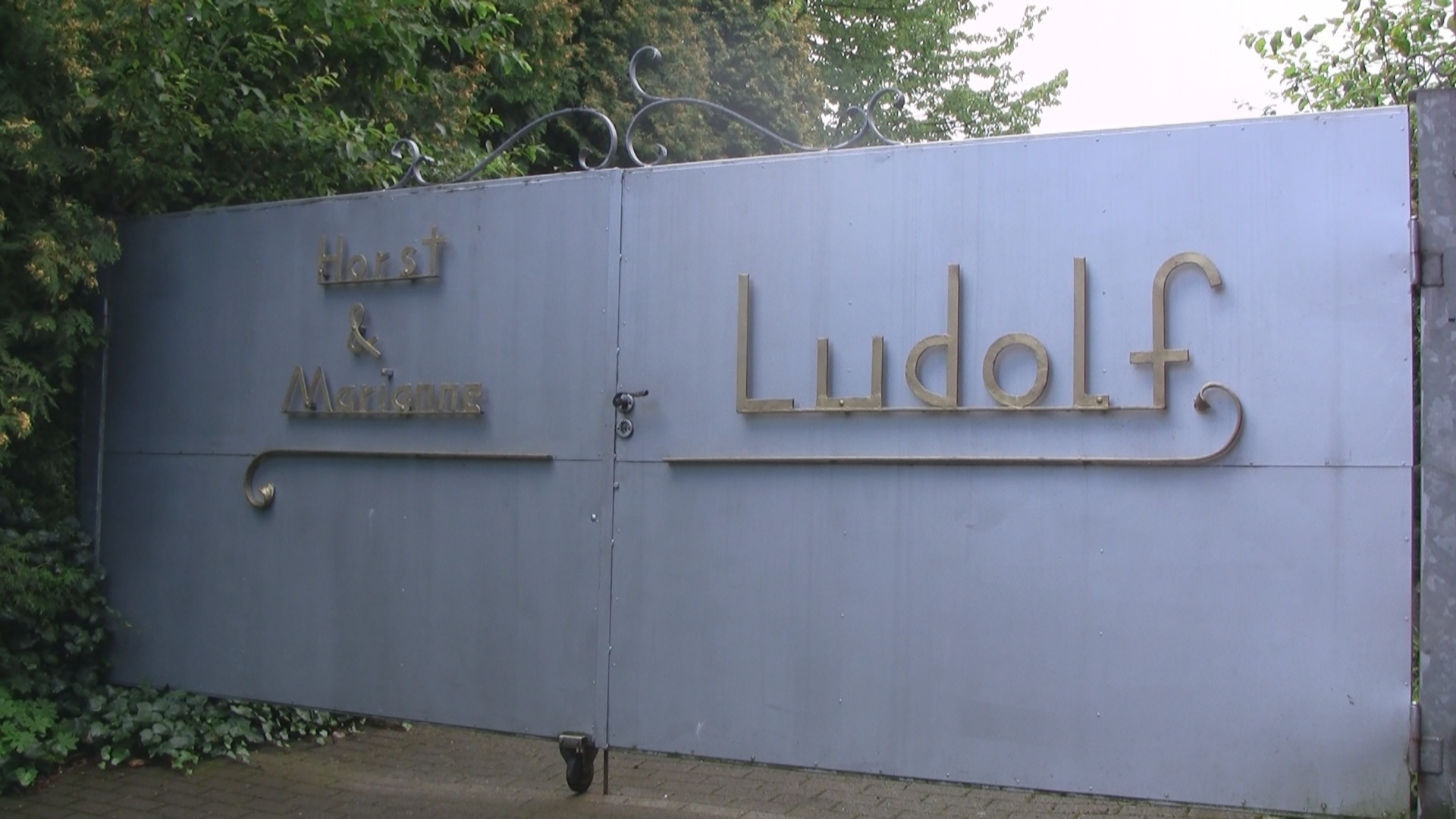
Tor zum Hof der Ludolfs

In der Fernsehserie wird das Leben und Arbeiten der Brüder Ludolf gezeigt, die einen Betrieb für Autoverwertung unterhielten. In über 30 Jahren, bis zu dessen Tod auch zusammen mit ihrem Vater, dem Unternehmensgründer Horst Ludolf (1925–1991), wurden auf verschiedenen Halden in einer Lagerhalle eigenen Angaben zufolge etwa drei Millionen Autoteile gesammelt. Die Arbeitsweise der Brüder und das Teilelager nach dem „Haufenprinzip“ sind sehr ungewöhnlich, was der Autoverwertung im näheren Umkreis schon lange vor den ersten Filmaufnahmen einen gewissen Ruf einbrachte. Die Serie bezieht ihren Reiz aus den unterschiedlichen Charakteren der Brüder, die auch als humorvoll wahrgenommen werden, sowie aus der oft skurril anmutenden Hingabe, mit der jene sich ihrer Arbeit auf dem Schrottplatz widmen. Viele Folgen befassen sich mit Familienausflügen, wie zum Beispiel ins Ruhrgebiet oder nach Großbritannien, mit dem Vergleichen und Testen von Fahrzeugen, sowie ganz alltäglichen Situationen wie dem Ausschlachten, der Kundenbetreuung, beim Kochen oder bei Renovierungsmaßnahmen.

### Wiederkehrende Elemente
Zu den wiederkehrenden Elementen der Serie gehört neben dem Ausschlachten auch das Aufbereiten von diversen Oldtimern oder das Tunen, Reparieren und Bemalen von älteren Fahrzeugen. Neben ihrer Arbeit veranstalten die Brüder häufig Rennen mit schrottreifen Fahrzeugen oder geben sich auf abgelegenen Plätzen verschiedenen Experimenten hin, wie zum Beispiel einem Crash- oder einem Elchtest. Peter bereitet nach der ersten Hälfte in fast jeder Episode das Mittagessen für seine Brüder zu, vorwiegend Nudeln, aber oft auch Gerichte, die zur Thematik der jeweiligen Folge passen. So bekocht er zum Beispiel in der Episode „Elchtest à la Ludolfs“, in der zwei Volvo-Fahrzeuge zu sehen sind, seine Brüder mit schwedischen Köttbullar. Manni benutzt in mehreren Episoden eine besondere Art der Konfliktlösung: Er beschimpft stellvertretend seine Gartenzwerge, denen er die Namen Günter, Peter, Uwe und Manfred gegeben hat. Beinahe jede Folge endet mit einem abendlichen Dialog zwischen Peter und Manni, der die Einstellung am Schluss einer jeden Episode der Fernsehserie Die Waltons zitiert.

## Darsteller

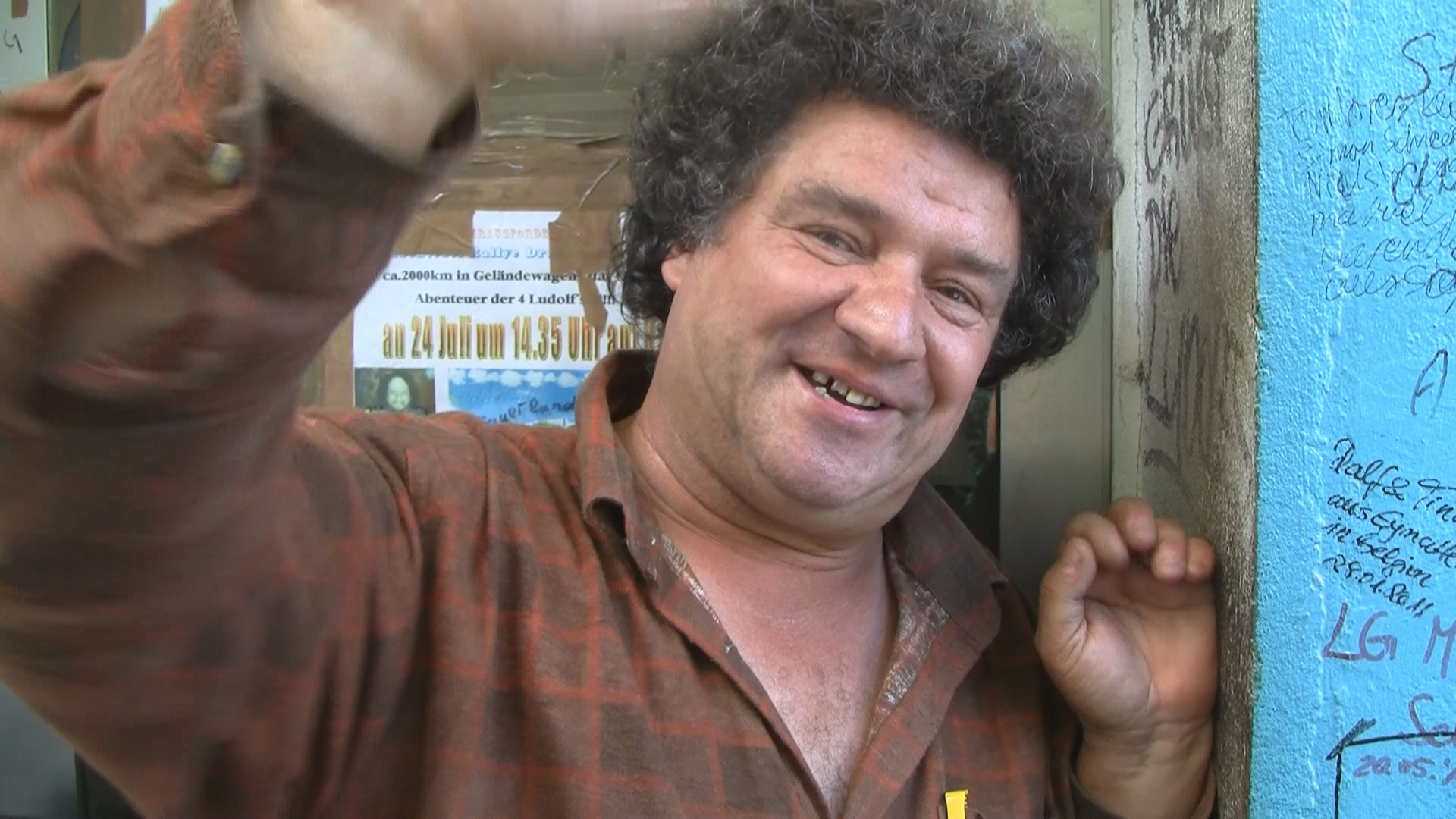
Uwe Ludolf am 5. August 2011

Hauptdarsteller der Sendung waren Peter, Uwe, Manfred (Manni) und Horst-Günter (Günter) Ludolf. Jeder der vier Brüder hatte eine spezielle Aufgabe.
- Geschäftsführer Peter Ludolf wusste genau, welches Autoteil er in der Lagerhalle auf einem der nach Baugruppen sortierten Haufen abgelegt hat. So oblag es allein Peter (eigene Bezeichnung: „Das Computerhirn“), die von den Kunden gewünschten Teile wiederzufinden. Peter ist unverheiratet und kinderlos und lebte mit dem kindlich verspielten Manni bis 2014 im gemeinsamen Elternhaus auf dem Betriebsgelände.

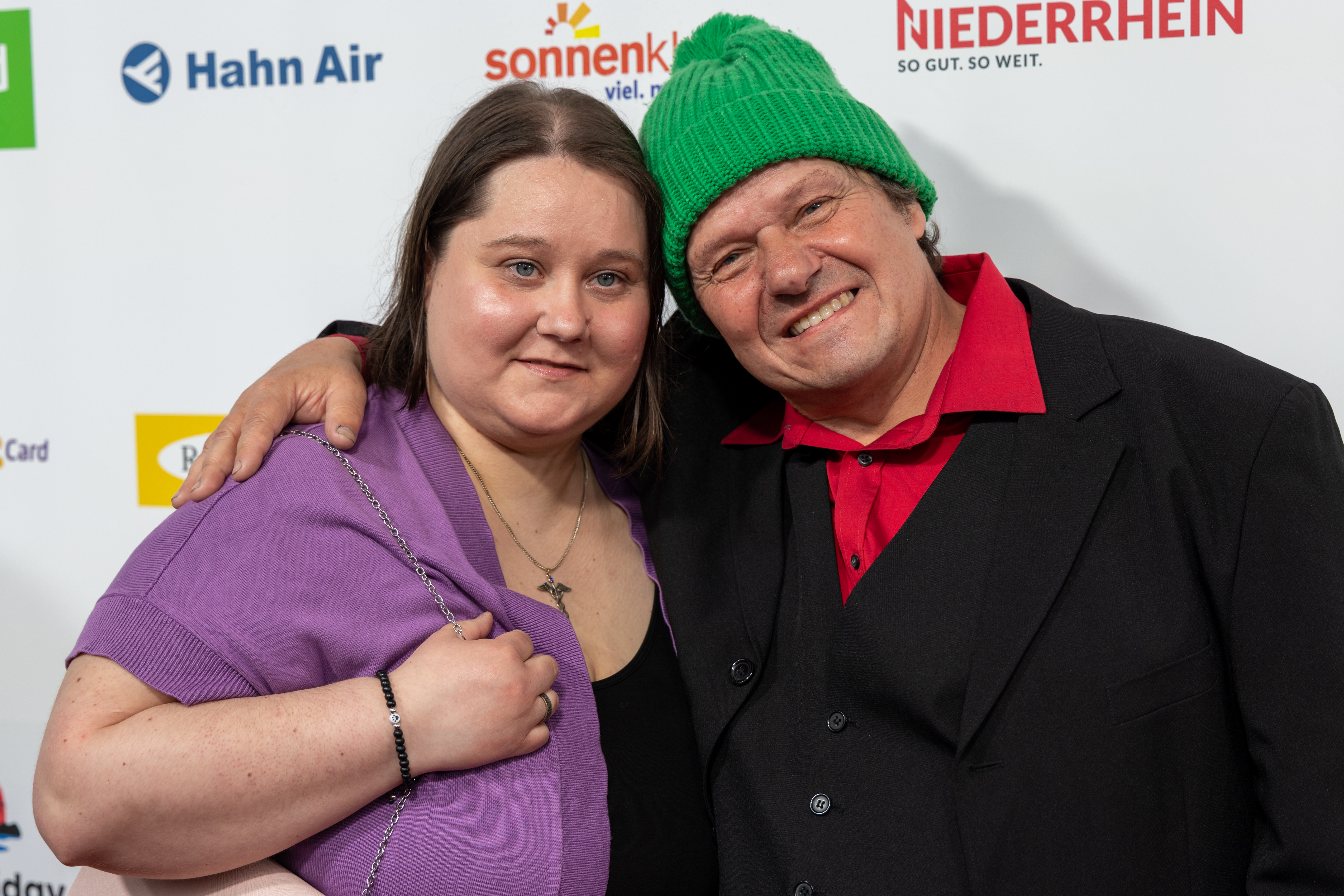
Manfred „Manni“ Ludolf mit Ehefrau Jana (2023)

- Uwe und Manni (eigene Bezeichnung: „Kraft und Hand“, aufgrund der Arbeitsteilung beim Ausschlachten in gröbere und feinere Tätigkeiten) waren für das Abholen und Ausschlachten der Schrottautos zuständig. Uwe „Casanova“ Ludolf führt ein bürgerliches Leben mit Frau Karin und drei Kindern. Manni ist seit dem 10. Oktober 2012 verheiratet.[13]
- Günter Ludolf war für den direkten Kundenkontakt zuständig. Er nahm die telefonischen und persönlichen Kundenanfragen entgegen, um sie zwecks Besorgung an Peter weiterzuleiten. Darüber hinaus kümmerte er sich um die Herausgabe bzw. das Verpacken und Versenden der bestellten Teile. Günter erlitt eine Lebenskrise, nachdem er von seiner Frau, der Schwester von Uwes Ehefrau, betrogen worden war. Seitdem sprach er eher weniger, bewegte sich ungern, fuhr kein Auto mehr, rauchte viel und ernährte sich während der Arbeitszeit fast ausschließlich von Kaffee und Vitamintabletten. Er starb in der Nacht zum 31. Januar 2011 an den Folgen eines Herzinfarkts.[2]

### Gäste
In der Episode Daddy Cool sind die Rapper Bushido und Kay One auf der Suche nach einem Ersatzteil für einen Ford Fiesta.

## Einfluss und Wahrnehmung
In der Rankingshow Die 10 … wurden den Protagonisten 2009 „schräge XXL-Karrieren“ attestiert, und allgemein wird der Erfolg der Ludolfs durch die Medien oft mit Verwunderung wahrgenommen. Nach Angaben des Dernbacher Bürgermeisters kamen im April 2007 anlässlich eines „Tages der offenen Tür“ bei den Ludolfs zwischen 15.000 und 20.000 Menschen, was zu einem Stau auf der nahegelegenen Autobahn 3 geführt hat.

### Medienpräsenz
Die Ludolfs waren bereits zu Gast bei verschiedenen Fernsehsendungen, unter anderem bei Schmidt & Pocher, TV total, Kerner, im Sat.1-Frühstücksfernsehen und bei Stern TV. Außerdem nahmen sie an einigen Sport-Veranstaltungen von TV total teil, wie zum Beispiel an der Wok-WM 2009 und 2010 und seit 2008 an der TV total Stock Car Crash Challenge. Bei der Stock Car Crash Challenge 2009 belegte Manfred den dritten Platz bei den Fahrzeugen bis 1500 cm³, und Uwe belegte den zweiten Platz bei den Fahrzeugen bis 1900 cm³. Bei der Stock Car Crash Challenge 2011 wurde Manfred bei der 1500 cm³-Klasse Dritter und gewann gemeinsam mit Teamkamerad Joey Kelly das sogenannte Rodeo. Die Ludolfs wurden auch in der Fernsehserie Switch reloaded parodiert. Manfred nahm zudem im Jahr 2011 bei der ProSieben-Realityshow Die Alm teil, in der er auch gewann. 2017 folgte Manfreds Teilnahme, gemeinsam mit seiner Ehefrau, beim Sommerhaus der Stars.

## Promotion und andere Medien
Mit steigender Popularität der Fernsehserie steigerten sich auch Bemühungen der Rechteinhaber um eine Zweitverwertung der Marke. Einige Fans der Ludolfs kritisierten diese „Kommerzialisierung“. Für jene offenbare die sich insbesondere in der Produktion einer Single, die die Ludolfs zusammen mit Jürgen Milski produziert von Oliver deVille aufnahmen, sowie im Angebot von futureTV, wo jeweils eine Folge der Sendung in mehrere fünf Minuten lange „Webisodes“ aufgeteilt wurde.

### Kinofilm
Die Münchner Produktionsfirma Preview Production, die auch die Dokusoap auf DMAX produzierte, drehte in Kooperation mit der Zorro Film GmbH den Kinofilm Die Ludolfs – Der Film: Dankeschön für Italien!. Den Filmtitel konnten dabei Benutzer beim Titelgewinnspiel im Internet vorschlagen. Die Spielzeit des Films beträgt etwa 98 Minuten, Drehorte waren unter anderem das heimische Dernbach und Venedig. Vor dem deutschen Kinostart am 9. April 2009 fand am 4. April 2009 eine Premierenfeier mit etwa 1500 Gästen in einer angemieteten Reifenlagerhalle in Daufenbach statt, zu der auch die Ludolfs kamen.

### Rallyeteilnahme
Im Juni und Juli 2010 produzierte Preview Production für Kabel 1 ein Serienspecial, das die vier Brüder als Teilnehmer der Abenteuerrallye Dresden–Breslau begleitete. Die zweistündige Dokumentation zeigt den Weg zur Rallye und die Erlebnisse innerhalb des Rennens selbst, das sich über acht Tage und insgesamt 1500 km erstreckt. Die Ludolfs starteten mit der Nummer 263, das Begleitfahrzeug mit der 264. Die Erstausstrahlung erfolgte am 17. Juli 2010.

### Bücher
Bislang wurden drei Bücher veröffentlicht: Die Ludolfs – Das Buch über die Hintergründe zur Serie, Peter kocht mit 40 Rezepten sowie Erinnerungen von und an Horst Günter Ludolf mit Bildband und Biografie des verstorbenen Horst-Günter Ludolf. Außerdem wurde ein Comic mit dem Titel Die Ludolfs – Der Fluch des Tut Nich Imun veröffentlicht.

### Merchandising
Von den Ludolfs können des Weiteren Merchandising-Artikel erworben werden, wie zum Beispiel Puzzle, Kalender, Kaffeetassen, Kochschürzen und Kleidung wie Base-Caps, Sweatshirts und T-Shirts. Der Spielzeughersteller Dickie Toys veröffentlichte zum Kinostart des Kinofilms eine Spielzeugreihe, welche die Ludolfs und einen Teil ihrer Autos im Kleinformat darstellte.

### Diskografie

#### Singles
- 2011: Fett korrekte Frau
- 2011: Du bist SuperPlus (mit Jürgen Milski)
- 2012: Pack nicht an den Krümmer

#### Album
- 2014: Wir vom Schrott[22]

#### DVD-Boxen
| DVD-Box                                                       | Anzahl der DVDs | Folgen                                     | Specials                                                            | FSK   | Veröffentlichung |
| ------------------------------------------------------------- | --------------- | ------------------------------------------ | ------------------------------------------------------------------- | ----- | ---------------- |
| Die Ludolfs DVD-Box 1. Staffel                                | 3               | Staffel 1 Episode 1–4 + 6–13               | –                                                                   | o.A.  | 25.04.2007       |
| Die Ludolfs DVD-Box 2. Staffel                                | 2               | Staffel 2 Episode 1–8                      | –                                                                   | ab 12 | 26.10.2007       |
| Die Ludolfs DVD-Box 3. Staffel 1                              | 3               | Staffel 3 Episode 1–9 + 11–13              | –                                                                   | ab 6  | 28.03.2008       |
| Die Ludolfs DVD-Box 3. Staffel 2                              | 3               | Staffel 3 Episode 14–24                    | –                                                                   | ab 6  | 27.06.2008       |
| Die Ludolfs DVD-Box 4. Staffel                                | 4               | Staffel 4 Episode 1–16                     | Bonusepisoden: „Schlaflos in Dernbach“ und „Günter alleine zu Haus“ | ab 6  | 24.04.2009       |
| DVD Die Ludolfs – Dankeschön für Italien                      | 1               | –                                          | Super8-Filme, Interviews, Fotos, nicht verwendete Szenen            | o.A.  | 25.09.2009       |
| Die Ludolfs DVD-Box 5. Staffel                                | 3               | Staffel 5 Episode 1–8                      | Bonusepisoden: „Schlaflos in Dernbach“ und „Günter alleine zu Haus“ | o.A.  | 23.10.2009       |
| Die Ludolfs DVD-Box 6. Staffel                                | 3               | Staffel 5 Episode 9, Staffel 6 Episode 1–8 | –                                                                   | o.A.  | 26.02.2010       |
| Die Ludolfs DVD-Box 7. Staffel                                | 3               | Staffel 7 Episode 1–9                      | –                                                                   | ab 6  | 16.07.2010       |
| Die Ludolfs Rallye                                            | 1               | –                                          | –                                                                   | o.A.  | 26.11.2010       |
| Die Ludolfs DVD-Box 8. Staffel                                | 2               | Staffel 8 Episode 1–5                      | –                                                                   | o.A.  | 28.01.2011       |
| Die Ludolfs feiern Weihnachten                                | 1               | –                                          | –                                                                   | o.A.  | 28.10.2011       |
| Die Ludolfs – Neues vom Schrottplatz/Die Ludolfs auf Mallorca | 1               | –                                          | –                                                                   | ab 6  | 13.04.2012       |

## Episodenliste
Staffel 1:
1. Der Scheunenfund
2. Ein Mustang für die Ladies
3. Voll der Manta
4. Uwe will’s nochmal wissen
5. Manni weiß, was Autos brauchen
6. Ein Herz für Günter
7. Die letzte Fahrt
8. Creme 21
9. Oh, du schöner Westerwald
10. Ententanz mit 2CV
11. Heimweh
12. Ludolf Jr.
13. Ordnung muss sein

Special:
1. Die Ludolfs feiern Weihnachten

Staffel 2:
1. Vollgas unter roter Sonne
2. Gentlemen, starten Sie die Motoren!
3. Mercedes flambé
4. Rückwärts schneller als vorwärts
5. Herbie vs. Rallyeei
6. Der Caravan zieht weiter
7. Die Zitrone auf drei Rädern
8. Elchtest à la Ludolfs

Staffel 3:
1. Mannis Gedanken zum Klimawechsel
2. Peter macht blau
3. Das wankelmütige Wunderwerk
4. Flower Power in Dernbach
5. Der Zwergenaufstand
6. In meinem Opel bin ich Kapitän
7. BUMMS!
8. Una festa nella Spider
9. Oben ohne
10. Hilfe, die Chinesen kommen
11. Der italienische Stier
12. Die Ludolfs gehen campen
13. Design oder nicht sein
14. Landlord vs. Cowboy
15. Schneewittchen und die 4 Zwerge
16. Der Packesel
17. Go East
18. Die Nippon-Connection
19. Jetzt wird wieder in die Hände gespuckt
20. Die Göttin aus Frankreich
21. Das Auto des Bösen
22. Peter hat Geburtstag
23. Balance of Power
24. Der Bayerische Herausforderer
25. Special: Die Höhepunkte

Staffel 4:
1. Lang soll er Leben
2. Von vorne oder von hinten?
3. Es lebe das Haufenprinzip
4. Der Römertopf
5. Eine Hamburger Herzensangelegenheit
6. Das Herz eines Boxers
7. Ab in den Süden
8. Die neue Bescheidenheit
9. Kikeriki – Die Ludolfs auf dem Bauernhof
10. Schluss mit lustig
11. Franzosensafari
12. Deichabenteuer
13. Die spinnen, die Engländer
14. Heavy Rider
15. Crocodile Manni
16. Es lebe Europa!

Specials:
1. Die Ludolfs – Schlaflos in Dernbach
2. Günter allein zu Haus

Staffel 5:
1. Der runde Baron von Dernbach
2. Ich schalte, also bin ich
3. Amerika ist überall
4. Die silberne Zitrone
5. Relax Revolution
6. Der Alleskönner
7. Das Duell
8. Olympische Spiele
9. Alles bleibt anders (Best-Of)

Staffel 6:
1. Daddy Cool
2. Rocket Manni
3. Ei, Ei, Ei – Die Ludolfs
4. Schatzsuche im Westerwald
5. Das Seifenkistenrennen
6. Die Ehre der Ludolfs
7. Super Cooper
8. Die Führerscheinprüfung

Staffel 7:
1. Ein Auto sticht in See
2. Der Monstertruck
3. Unter den Wolken
4. Die Renovierung
5. Die Tapeten-Revolution
6. Taxi, Taxi
7. Im Land der Pommes frites
8. Fünf-Uhr-Tee mit der Queen
9. Westerwälder Auto-Träume

Staffel 8:
1. Spiele ohne Grenzen
2. Eine Luxussänfte für Manni
3. Der mit dem Auto tanzt
4. Der heilige Sonntag
5. Liebe geht durch den Magen

## Ableger ab 2011
Nach dem Tod von Horst-Günter Ludolf entstanden diverse Specials und Ableger mit verschiedenen Konstellationen der Protagonisten, die allerdings nicht an den Erfolg der Originalserie anknüpfen konnten.

### Die Ludolfs – Die 5-Minuten-Folgen
Das Online-Magazin Bild.de veröffentlichte 12 Kurz-Folgen in zwei Staffeln unter dem Namen Die Ludolfs – Die 5-Minuten-Folgen.
Staffel 1:
1. Mit Jürgen im Tonstudio
2. Ein professionelles Fotoshooting
3. Casting in der Klapsmühle
4. Musikvideo auf Mallorca
5. Der erste Live-Auftritt

Staffel 2:
1. Abschied von Günter
2. Das Leben muss weitergehen
3. Kräftemessen der Dickköpfe
4. Wie geht der Streit weiter?
5. Wer behält den Schrottplatz-Überblick?
6. Uwe und Manni wollen es wissen
7. Schrauben auf Geschwindigkeit

Unter dem Titel Die Ludolfs – Staffel I: Neues vom Schrottplatz / Staffel II: Die Ludolfs auf Mallorca sind die Folgen auf DVD erschienen.

### TV-Special 2011
Zum 24. Dezember 2011 strahlte ProSieben das Special Heute kommt der Weihnachtsmanni – Schöne Bescherung mit den Ludolfs aus. In dem rund 30-minütigen Film sind Charlotte Karlinder und Thomas Karaoglan, besser bekannt als der Checker, zu Gast bei den Ludolfs.

### SEK Ludolf
Am 5. September 2012 strahlte Sport1 die erste Folge von SEK Ludolf – Das Schrott Einsatz Kommando aus. Die erste Staffel wurde von Good Times produziert und enthält 12 Folgen sowie ein Best-of-Special.
Staffel 1 – SEK Ludolf:
1. Vorbereitung zum SPORT1 Trackday
2. Die Ludolfs räumen auf
3. Ein Geschenk für Peter
4. Die Ludolfs fahren Panzer
5. Die Ludolfs auf Safari
6. Die Ludolfs im Museum
7. Die Ludolfs wollen nach Paris
8. Die Ludolfs auf dem Autofriedhof
9. Die Ludolfs im Freizeitpark
10. Die Ludolfs fahren nach Frankreich
11. Die Ludolfs besuchen Louis de Funès
12. Weihnachtsbäckerei
13. Best of

### Die Ludolfs – Das Schrottimperium ist zurück
2016 wurde unter dem Titel Die Ludolfs – Das Schrottimperium ist zurück eine Fortsetzung der ursprünglichen Doku-Soap auf Kabel 1 zur Primetime ausgestrahlt. In der Serie waren Manni und Uwe Ludolf zu sehen, die zusammen mit Uwes jüngstem Sohn Tommy einen neuen Schrottplatz aufbauten.
Peter Ludolf war nicht Teil der Aufnahmen. Er lebt seit 2014 in Westfalen und veranstaltet deutschlandweit Partys.
Staffel 1
1. Flirten, grillen und nichts verkaufen
2. Reise in die Vergangenheit
3. Die Ludolfs erobern England
4. Ludolf-Endspurt vor der Eröffnung